# Peperomia crypticola
Peperomia crypticola är en pepparväxtart som beskrevs av C. Dc.. Peperomia crypticola ingår i släktet peperomior, och familjen pepparväxter. Inga underarter finns listade i Catalogue of Life.